# Население на Австралия
Австралийците са основното население на Австралийския съюз (Австралия), потомци на европейски преселници от 19 и 20 век главно от Англия, Шотландия и Ирландия. До края на 18 век населението на Австралия се състои от австралийски аборигени, островитяни от Торесовия проток и тасманийски аборигени. Между тези 3 групи съществуват културни различия.
Официалният им език е форма на английския език, известна като австралийски английски. Говори се от около 80 % от населението. Австралийските аборигени са говорили на свои езици, като техният брой е 200 – 300. До днес са оцелели само около 70 от тези езици, а около 50 са застрашени от изчезване. Те са от съществено значение за около 50 000 души.
Населението на Австралия през 2016 г. е 23 401 892 души.

## Възрастов състав
(2006)
- 0-14 години: 19,6 % (мъже: 2 031 313 / жени: 1 936 802)
- 15 – 64 години: 67,3 % (мъже: 6 881 863 / жени: 6 764 709)
- над 65 години: 13,1 % (мъже: 1 170 589 / жени: 1 478 806)

## Расов състав
- 92 % – бели
- 5,5 % – азиатци
- 2,5 % – аборигени

Официален език е английският.

## Религия
(2006)
- 73,4 % – християни
  - 32,4 % – католици
  - 20,5 % – англикани
  - 20,5 % – от други християнски религии
- 1,9 % – будисти
- 1,5 % – мюсюлмани